# Serafima Eremkina
Serafima Nikolaevna Eremkina (in russo Серафима Николаевна Еремкина?; Buturlinovka, 6 luglio 1942) è un'ex cestista sovietica.

## Carriera
Con l'Unione Sovietica ha disputato i Campionati del mondo del 1967, vincendo la medaglia d'oro.